# Novsak
A Novsak (Noshaq, Nowshak) Afganisztán legmagasabb hegycsúcsa, a második legmagasabb különálló hegycsúcs a Hindukus hegységben a Tiricsmir (7708 m) után.  Afganisztán és Pakisztán határán helyezkedik el, a Tiricsmirtől 20 km-re északra . Északi és nyugati oldala Afganisztánhoz, déli és keleti oldala Pakisztánhoz tartozik. A Novsak a legnyugatibb 7000-es csúcs a világon.
Első megmászása 1960-ban történt egy japán expedíció során. Toshiaki Sakai és Goro Iwatsubo a délkeleti gerincen haladt a Qadzi Deh-gleccsertől. Napjainkban a legelfogadottabb útvonal a nyugati gerincen halad. Az első téli megmászás 1973-ban volt az északi oldalon a lengyel Tadeusz Piotrowski és Andrzej Zawada által. Ez volt az első 7000 m-es téli hegymászás. Az első afgán 2009. júliusában jutott fel a csúcsra a Vahan-folyosó irányából.